# Marlee Matlin
Marlee Beth Matlin, född 24 augusti 1965 i Morton Grove i Illinois, är en amerikansk skådespelare och författare. Hon belönades med en Oscar och en Golden Globe för sin debutroll i Bortom alla ord (1986). Hon är döv.

## Biografi
Matlin växte upp i Morton Grove, Illinois. Hon förlorade sin hörsel nästan helt vid 18 månaders ålder, och debuterade på teaterscenen redan vid sju års ålder i rollen som Dorothy i Trollkarlen från Oz. Efter high school i Arlington Heights studerade hon vid Harper College i Palatine. Under tiden fortsatte hon att spela teater vid dövcentret International Center on Deafness and the Arts i Northbrook, där hon "upptäcktes" av filmproducenten Henry Winkler vilket ledde till en filmroll i Bortom alla ord.
Under de första säsongerna av Vita huset spelade Matlin den döva opinionsundersökaren Josephine "Joey" Lucas som flörtade med rollfiguren Josh Lyman, vilket år 2000 renderade henne en nominering till Online Film Critics Association Award. Hon har också medverkat i pseudodokumentären What the Bleep Do We Know!? (2004), komediserien My Name Is Earl (2005) och spelat en gästroll i första säsongen (2006) av Desperate Housewives.
Hon var åren 1985–1986 gift med skådespelaren William Hurt. Sedan 1993 har hon varit gift med polisen Kevin Grandalski, med vilken hon har fyra barn.
År 2002 gav hon ut sin första roman, Deaf Child Crossing, som några år senare följdes av Nobody's Perfect, som också framfört på teaterscenen.

## Utmärkelser
Utöver sin Oscar och Golden Globe Award för Bortom alla ord (1986), har hon två gånger (1991 och 1992) nominerats för sin roll i polisserien Reasonable Doubts. Hon har fyra gånger nominerats för utmärkelsen Emmy Award: 1994 för sin återkommande gästroll i Småstadsliv och för sin medverkan i avsnitt 70 av Seinfeld, år 2000 för sin gästroll i Advokaterna, och 2004 för en gästroll i Law & Order: Special Victims Unit (säsong 5).
År 1987 utnämndes hon till hedersdoktor vid Gallaudet University i Washington, D.C..
Sedan 2009 finns hennes stjärna på Hollywood Walk of Fame.

## Filmografi i urval
- 1986 – Bortom alla ord
- 1987 – Walker
- 1991 – The Linguini Incident
- 1991–1993 – Rättvisans makt (TV-serie) (44 avsnitt)
- 1992 – Spelaren
- 1993 – Hear No Evil
- 1993 – Seinfeld (TV-serie) (1 avsnitt)
- 1993–1996 – Småstadsliv (TV-serie) (13 avsnitt)
- 1995 – Ljuva rättvisa (TV-serie) (1 avsnitt)
- 1996 – It's My Party
- 1997 – Spin City (TV-serie) (1 avsnitt)
- 1999 – Cityakuten (TV-serie) (1 avsnitt)
- 1999 – Vem dömer Amy? (TV-serie) (1 avsnitt)
- 2000 – Advokaterna (TV-serie) (1 avsnitt)
- 2000–2006 – Vita huset (TV-serie) (17 avsnitt)
- 2002–2003 – Blås gåta (TV-serie) (2 avsnitt)
- 2004–2005 – Law & Order: Special Victims Unit (TV-serie) (2 avsnitt)
- 2004 – What the #$*! Do We (K)now!?
- 2005 – Desperate Housewives (TV-serie) (1 avsnitt)
- 2006 – CSI: New York (TV-serie) (1 avsnitt)
- 2006–2007 – My Name Is Earl (TV-serie) (3 avsnitt)
- 2006 – What the Bleep!?: Down the Rabbit Hole
- 2007–2009 – The L Word (TV-serie) (29 avsnitt)
- 2008 – Nip/Tuck (TV-serie) (1 avsnitt)
- 2011 – CSI: Crime Scene Investigation (TV-serie) (1 avsnitt)
- 2011–2017 – Switched at Birth (TV-serie) (45 avsnitt)
- 2012 – Excision
- 2012–2021 – Family Guy (TV-serie) (röstroll, 7 avsnitt)
- 2014 – Cosmos: A Spacetime Odyssey (TV-serie) (röstroll, 1 avsnitt)
- 2014 – Den engelska romantikern
- 2014 – The One I Love
- 2016 – Code Black (TV-serie) (1 avsnitt)
- 2017–2019 – The Magicians (TV-serie) (8 avsnitt)
- 2018 – Quantico (TV-serie) (13 avsnitt)
- 2021 – CODA
- 2022 – New Amsterdam (TV-serie) (1 avsnitt)

## Kuriosa
Matlin har tolkat USA:s nationalsång på teckenspråk vid Super Bowl två gånger, 2007 och 2016.